# Zivaj
 Ovo je glavno značenje pojma Zivaj. Za jezero uz ovaj grad pogledajte Zivaj (jezero).
Zivaj (ili  Zvaj) je grad središnjoj Etiopiji, na magistralnoj cesti Adis Abeba - Nairobi.
Grad se nalazi u Zoni Mirab Šoa u Regiji Oromija, na nadmorskoj visini od 1643 m, udaljen oko 151 km jugoistočno od glavnog grada Adis Abebe. 
Zivaj leži na obalama jezera Zivaj, i njegovo gospodarstvo vezano je uz jezero, poput ribarstva i povrtlarstva uz obale jezera. Zivaj ima tvornicu kaustične sode (Natrijev hidroksid) i veliki državni zatvor.

## Stanovništvo
Prema podacima Središnje statističke agencije Etiopije -(CSA) za 2005. grad Ambo imao je 35,931 stanovnika, od toga 19,034 muškaraca i 16,897 žena.